# Sandanski

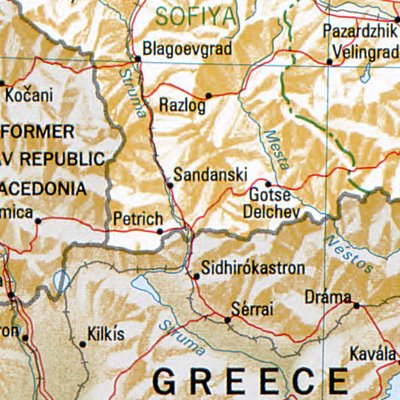
Sandanski – Bulgarien – Nachbarorte: Petritsch, Goze Deltschew, Raslog, Blagoewgrad, Melnik, Pasardschik, Welingrad, Kočani, Kilkis, Sidhirokastron, Serrai

Sandanski [sɐnˈdanski] (bulgarisch Сандански) ist eine Stadt in Südwestbulgarien am Fuße des Pirin-Gebirges und am Lauf der Sandanska Bistrica, unweit des Städtchens Melnik. Sie befindet sich auf einem vom Pirin nach Südwesten ins Tal der Struma abfallenden Hang.
Sandanski liegt in der Oblast Blagoewgrad und ist nach Blagoewgrad und Petritsch der drittgrößte Ort dieser Oblast. Sandanski ist Verwaltungssitz der gleichnamigen Gemeinde.

## Lage
Sandanski liegt im Sandanski-Petritsch-Talkessel, wie in einem Amphitheater, an den südwestlichen Ausläufern des Pirin-Gebirges, am Unterlauf des kleinen Flusses Sandanska Bistrica.
Die Entfernung nach Sofia und Thessaloniki ist ungefähr gleich groß. Die Stadt liegt an der Europastraße 79. Durch die Stadt verläuft auch die Eisenbahnlinie Sofia–Kulata–Thessaloniki. Kulata (ein sehr kleines Dorf) war der bulgarische Grenzbahnhof nach Griechenland – bis zum EU-Beitritt Bulgariens und dem damit verbundenen Wegfall der Binnengrenzen.

## Geschichte
Der Ort trug im Laufe der Geschichte verschiedene Namen:
- Medius (nach dem thrakischen Stamm der Medi) – der thrakische Siedlungsname Medius bedeutet „zwischen den drei Bergen“ (Pirin, Ograschden (bulg. Огражден) und Alibotusch (bulg. Алиботуш)).
- Desudava – römisch
- Sweti Wratsch (o. Sweti Vrac) – slawisch – Benannt nach den heiligen Brüdern Kosma und Damjan (Козма и Дамян) – Volksheiler/Kräuterheilern bzw. Ärzten.
- Sandanski – seit 1947 – Der Name der Stadt ist dem Revolutionär Jane Sandanski (bulg. Яне Сандански, 1872–1915) gewidmet, einem Revolutionär der Bulgarischen Makedonien-Adrianopeler Revolutionären Komitees.

Wegen der günstigen klimatischen Verhältnisse und dem Vorkommen von zahlreichen Thermalquellen mit unterschiedlichen Temperaturen (80 Quellen, 42–81°С, ganzjährige Bademöglichkeit im Freien) war der Ort schon seit dem Altertum besiedelt. Er ist einer der ältesten Siedlungsplätze auf dem Balkan und war bereits während der Zeit des Trojanischen Krieges (13. Jahrhundert v. Chr.) bewohnt.
Die Siedlung neben den Mineralquellen entstand im 2. Jahrtausend v. Chr. Bis zum 6. Jahrhundert n. Chr. war die Stadt einer der ersten christlichen Bischofssitze in Bulgarien. Während der Barbareneinfälle Ende des 6. Jahrhunderts wurde die Stadt zerstört. Seit dieser Zeit trug sie den Namen Sweti Vrac – zum Gedenken an die Brüder Kosma und Damjan. Sie behielt diesen Namen bis 1947.
Die alte Stadt liegt ganz auf dem Gebiet der heutigen Stadt. Die archäologischen Funde stammen aus verschiedenen Perioden. Ihre Blüte erlebte die Stadt im 4. bis 6. Jahrhundert. Aus dieser Zeit wurden eine Vielzahl von öffentlichen Gebäuden und frühchristlichen Basiliken freigelegt, darunter ein frühchristlicher Bischofskomplex. Interessant sind die entdeckten dekorativen Mosaikteppiche. Ein Teil von ihnen wird „in situ“ im Archäologischen Museum der Stadt Sandanski ausgestellt.
Die Stadt ist seit 2005 Namensgeber für den Sandanski Point, eine Landspitze der Livingston-Insel in der Antarktis.

## Klima
Die Stadt ist mit 13,9 °C Jahresdurchschnittstemperatur und einem subtropischen Klima (Cfa) zu allen Jahreszeiten der wärmste Ort Bulgariens, die Sonnenscheindauer beträgt pro Jahr ca. 2.500 Stunden. Wegen seines milden Klimas und seiner zahlreichen Mineralquellen ist Sandanski ein beliebter Kur- und Erholungsort. Die jahreszeitlichen und täglichen Temperaturschwankungen sind relativ gering. Im Winter gibt es nur sehr selten Schnee oder Nebel.

## Ausflugsziele

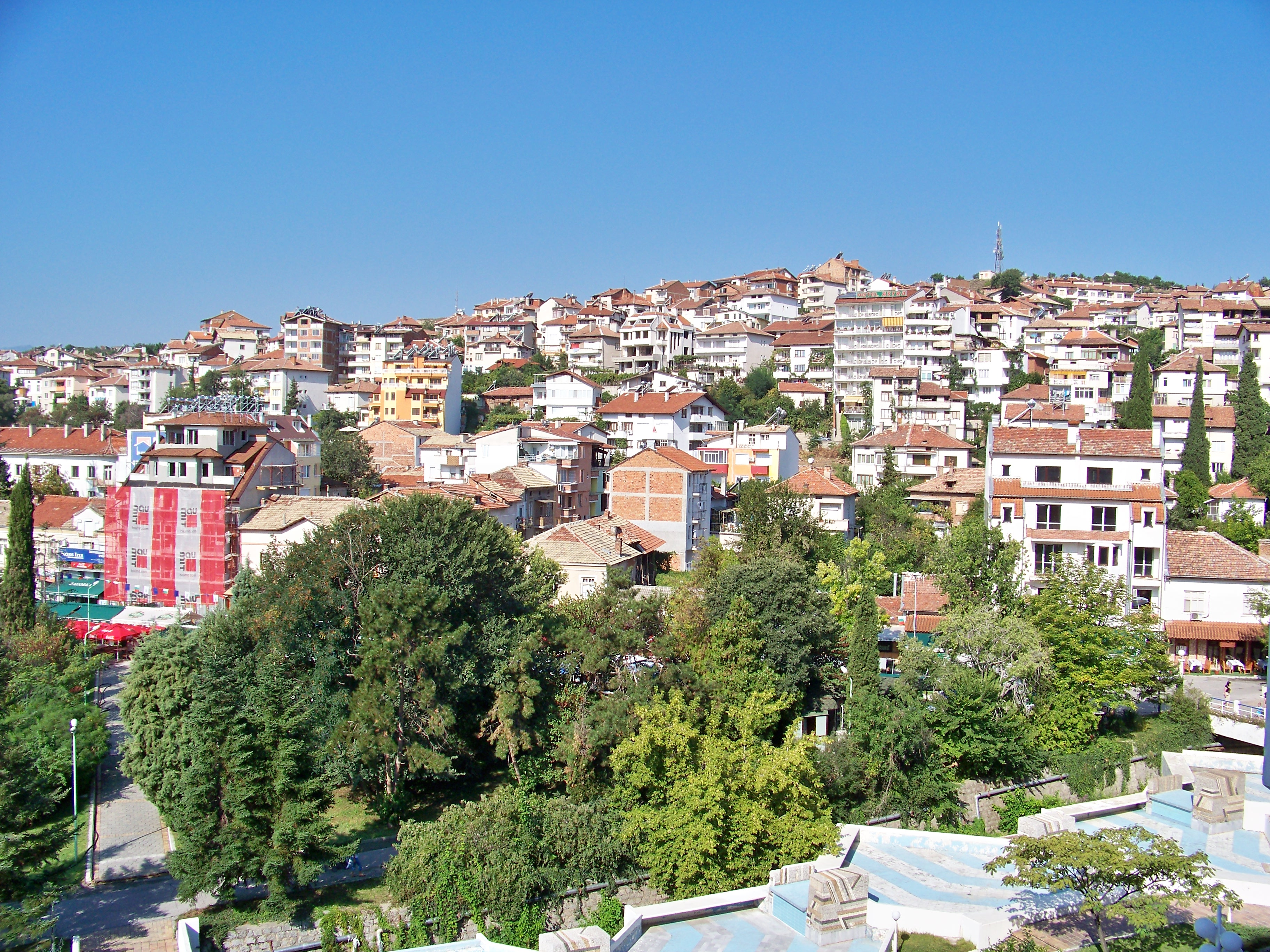
Ausblick auf Sandanski

- Melnik
- Jane-Sandanski-Hütte (ca. 1230 m)[1]
- Kloster Roschen (bei Melnik)
- Kloster Rila
- Pyramiden von Melnik
- Bansko

## Söhne und Töchter der Stadt
- Ratko Janev (1939–2019), Atomphysiker
- Alexandar Tomow (* 1949), Ringer, Olympia-Goldmedaillist
- Stilijan Iwanow (* 1968), Filmregisseur und Drehbuchautor
- Ilijan Mizanski (* 1985), Fußball-Nationalspieler